# Erdal Merdan

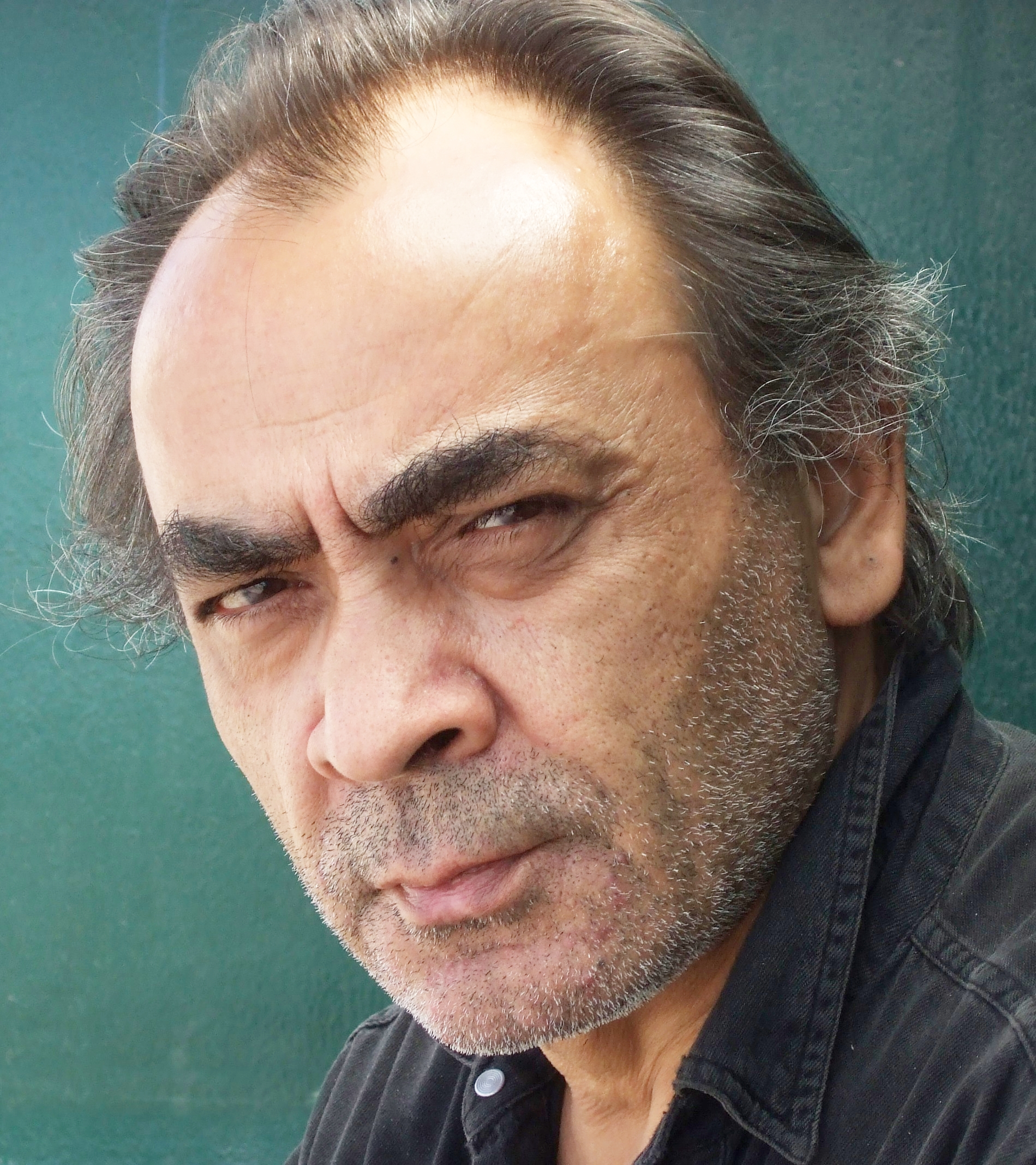
Erdal Merdan, fotografiert von Greta Merdan

Erdal Merdan (* 8. April 1949 in Kayseri; † 24. März 2010 in Brannenburg) war ein deutscher Theater- und Hörspielautor sowie Schauspieler und Regisseur türkischer Herkunft.

## Leben
Der 1949 im türkischen Kayseri geborene Erdal Merdan erhielt nach dem Abitur seine Theaterausbildung am LCC Istanbul und begann in der Türkei mit ersten eigenen Inszenierungen. Ab 1969 lebte er in Deutschland. Hier führte er u. a. an der Münchner Schauburg am Theater der Jugend Regie, so bei seinem Stück für Jugendliche und Erwachsene Leyla, Leyla (1986) über eine problematische Teenagerliebe zwischen einem türkischen Mädchen und einem deutschen Jungen. Merdan schuf weitere Jugendtheaterstücke, z. B. Ayschegül und der schwarze Esel (1991), die im Stückgut Theaterverlag veröffentlicht wurden. 1991 bis 1992 war er Stipendiat des Literarischen Colloquiums Berlin im Bereich Kindertheater. Anfänglich entstanden auch journalistische Arbeiten, u. a. für die türkische Zeitung Hürriyet.
Nach Besuchen der Fritz-Kirchhoff-Schule und der Schauspielschule Alice George in Frankfurt Anfang der 1970er Jahre wirkte Merdan ab 1973 überdies als Schauspieler an deutschsprachigen Bühnen, so nach ersten Engagements am Staatstheater Darmstadt und an der Frankfurter Jungen Bühne 57 etwa in Helmut Ruges Wer bezahlt die Zeche? bei den Ruhrfestspielen 1984–85. In der über fünfzigmal im In- und Ausland gespielten Eigenproduktion des Ensembles der Ruhrfestspiele verkörperte er die Hauptfigur eines auf die Spuren seiner polnischen Vorgänger treffenden türkischen Bergarbeiters. Eine weitere Hauptrolle auf dem Theater folgte in dem Volksstück Türkenglück von Ivo Hirschler, das 1985 im österreichischen Deutschlandsberg am Theater im Garten gezeigt wurde. Von dieser Aufführung sendete der ORF Ende 1986 auch eine Fernsehaufzeichnung. Im selben Jahr gehörte Merdan zum Uraufführungsensemble des „bayerischen Requiems“ Der Weihnachtstod (1986) von Franz Xaver Kroetz an den Münchner Kammerspielen. In dem vom Autor inszenierten Vierpersonenstück stellte er gemeinsam mit Emine Sevgi Özdamar nach Ansicht der zeitgenössischen Kritik „durchaus realistisch“ ein türkisches Paar in der Fremde dar. Am Modernen Theater München war der Schauspieler weiterhin in der Uraufführung der Komödie Das Fremdenzimmer (1996) von Sarah Camp, einem „Stück für einen Ausländer und eine Deutsche“, unter der Regie von Michael Tschernow zu sehen. Als Mitarbeiter der freien Münchner Theatergruppe Fisch&Plastik spielte er u. a. eine zentrale Rolle in der vierstündigen Produktion Transit Heimat/Gedeckte Tische – eine Reise mit Gorkis Sommergästen (1996) im Giesinger Bahnhof, die 1997 mit dem AZ-Stern des Jahres ausgezeichnet wurde. Gemeinsam mit dem niederbayerischen Dramatiker Martin Sperr stand Merdan 1997 überdies in „Die Blinden“ oder „Die Unvernünftigen sterben aus“ von Maurice Maeterlinck und Peter Handke auf der Bühne des Experimentiertheaters.
Von dem Bühnenschriftsteller stammen auch eine Anzahl Originalhörspiele für den Hörfunk, die Kriminalgroteske Das Opferfest (1982) produzierte der Bayerische Rundfunk mit Sprechern wie Panos Papadopulos und Michael Habeck (Regie: Harald Clemen), Freunde (1983), eine „Liebestragödie (…) im Zeitalter der Flipper- und Killerautomaten“, entstand in der Inszenierung von Norbert Schaeffer für den Hessischen Rundfunk. In weiteren Produktionen war er als Sprecher tätig, so in Wolfgang Hermann Körners Science-Fiction-Stück Ich will den Fischen vom Wasser erzählen (Südwestfunk, 1979) und in der SWF-Hörspielbearbeitung des Romanbestsellers Happy Birthday, Türke! (1989) von Jakob Arjouni, die 1997 im Hörverlag zudem als Hörbuch veröffentlicht wurde. Als Sprecher fungierte Merdan auch außerhalb des Hörfunks, z. B. als Erzähler in Hans A. Guttners weithin beachtetem Dokumentarfilm Alamanya, Alamanya – Germania, Germania (1979), der früh die Arbeitsmigration in die Bundesrepublik Deutschland im Film thematisierte und inzwischen als Klassiker des Genres gilt, sowie in der thematisch verwandten Dokumentation Guttners Im Niemandsland (1983). Hauptsächlich in beratender Funktion war Merdan im selben Jahr an der deutsch-türkischen Familienserie Unsere Nachbarn, die Baltas (1983) beteiligt.
Seit Mitte der 1970er Jahre stand Merdan neben seiner Theaterarbeit auch als Schauspieler vor der Kamera, vor allem für das Fernsehen. Mehrfach sah man ihn in der Kriminalfilmreihe Tatort. In der Folge Tod im U-Bahnschacht (1975) verkörperte er die Hauptrolle des illegal in Deutschland lebenden Tatzeugen Arkan, der zwischen die Fronten von Polizei und organisierter Kriminalität gerät. Dieser erste Film in der Geschichte der Reihe mit „zentralem Migrationsbezug“ gilt gleichzeitig als einer der umstrittensten und beschäftigte seinerzeit sogar die Politik. Zahlreiche weitere Serienauftritte unterschiedlicher Größe folgten vornehmlich in Krimi-Produktionen wie Der Anwalt (1977 und 1978), Der Fahnder (1988 und 1990), Blank Meier Jensen (1992) und Polizeiruf 110 (1994), aber auch an diversen Spielfilmen wirkte Merdan als Schauspieler mit. In der ebenso auf Video verfügbaren Fernsehverfilmung des Romans „über Ausländerhass und Rassismus“ Feuer für den großen Drachen (1984) von -ky stellte er mit Tugrul eine der Hauptfiguren dar. In der Schweizer Kinoproduktion Reise der Hoffnung (1990), die im Jahr 1991 den Oscar für den besten fremdsprachigen Film erhielt, spielte er beispielsweise die Rolle des Aldemir. Einen seiner kleineren Filmauftritte hatte Merdan als Drogenhändler an der Seite von Jürgen Vogel und Christiane Paul in der 1997 bei den Internationalen Hofer Filmtagen uraufgeführten Stefan-Aust-Verfilmung Der Pirat.
Merdan unterstützte als Filmdarsteller überdies Arbeiten von Nachwuchsfilmemachern im Münchner Raum, etwa Su Turhans Kurzfilmdebüt Der Schlüssel (1998) oder den Episodenfilm Cypress (2006) des Studiengangs Film und Fernsehen der Macromedia Hochschule für Medien und Kommunikation (MHMK). In tragender Rolle als er selbst trat er in Doron Wisotzkys mehrfach ausgezeichnetem Komödien-Erstling Kopfsache (2006) auf. Das von der HFF München koproduzierte studentische Werk zeigte den gleichwohl fiktiven „Autor Merdan (…) in einer Schaffenskrise“ und wurde als Vorfilm für den KinoSommer Hessen 2006 ausgewählt. Eine späte Hauptrolle hatte der Künstler in dem 2009 als MHMK-Übungsprojekt entstandenen Kurzspielfilm Nächstenliebe zum Thema Sterbehilfe, der im Jahr darauf mehrere Festivaleinladungen erhielt.
Merdan war seit 1974 mit Greta Merdan verheiratet, die bei seinem dramatischen Schaffen als Mitautorin fungierte. Ab 1976 lebte das Paar in München. Als bedeutende Persönlichkeit des bundesrepublikanischen Kunstbetriebes wurde er bereits 1978 in das englischsprachige Who's who in the Arts aufgenommen. 2010 verstarb Erdal Merdan, der sich in Deutschland unter anderem aktiv für die Integration von Kindern und Jugendlichen mit Migrationshintergrund einsetzte, nach langer Krankheit sechzigjährig im oberbayerischen Brannenburg. Die erfolgreichen, mit zahlreichen Publikumspreisnominierungen einhergehenden Festivalteilnahmen des Filmes Nächstenliebe erlebte er nicht mehr.

## Werke

### Theater
- Aladdin und die müde Lampe (1986), Kindertheaterstück zusammen mit Gretel Merdan
- Leyla, Leyla (1986), Stück für Jugendliche und Erwachsene zusammen mit Gretel Merdan
- Ayschegül und der schwarze Esel (1991), Kindertheaterstück

### Hörspiel
- Das Opferfest (1982), Hörspiel
- Freunde (1983), Hörspiel zusammen mit Gretel Scherzinger

### Buchbeitrag
- Birgit Kirchhöfer (Hrsg.): Kindertheaterwerkstatt 1991, mit szenischen Texten und Diskussionsbeiträgen u. a. von Lilly Axster, Silvio Huonder, Katrin Lange, Erdal Merdan, Henning Fangauf, Wolfgang Schneider, Manuel Schöbel; Literarisches Colloquium Berlin 1992

## Filmographie (Auswahl)
- 1975: Tatort – Tod im U-Bahnschacht (TV-Reihe), Regie: Wolf Gremm
- 1978: Die Rose und die Nachtigall (TV), Regie: Frank Guthke
- 1979: Alamanya, Alamanya – Germania, Germania (Dokumentarfilm), Regie: Hans A. Guttner
- 1983: Im Niemandsland (Dokumentarfilm), Regie: Hans A. Guttner
- 1984: Feuer für den großen Drachen (TV), Regie: Eberhard Itzenplitz
- 1990: Reise der Hoffnung, Regie: Xavier Koller
- 1991: Tatort – Die chinesische Methode (TV), Regie: Maria Knilli
- 1994: Polizeiruf 110 – Gespenster (TV-Reihe), Regie: Klaus Emmerich
- 1995: Zu Fuß und ohne Geld (TV-Vierteiler), Regie: Werner Masten
- 1998: Der Pirat, Regie: Bernd Schadewald
- 1998: Der Schlüssel (Kurzfilm), Regie: Su Turhan
- 2003: Eine wie viele / Karen (Experimentalfilm), Regie: Stefan Mehlhorn
- 2005: FotoSynthese (Kurzfilm), Regie: Jens Leske
- 2006: Cypress, Regie: Johannes Bauer, Monika Lödl u. a.
- 2006: Kopfsache (Kurzfilm), Regie: Doron Wisotzky
- 2009: Nächstenliebe (Kurzfilm), Regie: Stephanie Olthoff

## Auszeichnungen
- Aufnahme in die englischsprachige Ausgabe der Personal-Enzyklopädie Who’s Who 1978
- Stipendium des Literarischen Colloquiums Berlin 1991
- AZ-Stern des Jahres 1997 als Ensemblemitglied für Transit Heimat/Gedeckte Tische – eine Reise mit Gorkis Sommergästen (Fisch&Plastik)
- tz-Rose als Ensemblemitglied für Transit Heimat/Gedeckte Tische – eine Reise mit Gorkis Sommergästen (Fisch&Plastik)